# Садег Мохаррамі
Садег Мохаррамі (перс. صادق محرمی, нар. 1 березня 1996, Хаштпар) — іранський футболіст, правий захисник хорватського «Динамо» (Загреб) і національної збірної Ірану.

## Клубна кар'єра
Народився 1 березня 1996 року у Хаштпарі. Вихованець футбольної школи клубу «Малаван». Дорослу футбольну кар'єру розпочав 2012 року в основній команді того ж клубу, в якій провів чотири сезони, взявши участь у 36 матчах чемпіонату. 
Своєю грою за цю команду привернув увагу представників тренерського штабу клубу «Персеполіс», до складу якого приєднався 2016 року. Відіграв за тегеранську команду наступні два сезони своєї ігрової кар'єри. Більшість часу, проведеного у складі «Персеполіса», був основним гравцем захисту команди.
2018 року перебрався до Хорватії, приєднавшись до загребського «Динамо». У новій команді не став основним гравцем і на сезон 2019/20 віддавався в оренду до місцевої ж «Локомотиви».
2020 року повернувся до загребського «Динамо», де не став гравцем основного складу, радше маючи статус гравця ротації.

## Виступи за збірні
2010 року дебютував у складі юнацької збірної Ірану (U-17), загалом на юнацькому рівні взяв участь у 22 іграх.
Протягом 2013–2017 років залучався до складу молодіжної збірної Ірану. На молодіжному рівні зіграв у 8 офіційних матчах, забив 1 гол.
2018 року дебютував в офіційних матчах у складі національної збірної Ірану. 2022 року був включений до її заявки на тогорічний чемпіонат світу в Катарі.
| Дата       | Місто            | Господарі            | Результат | Гості             | Турнір            | Голи | Примітки |
| ---------- | ---------------- | -------------------- | --------- | ----------------- | ----------------- | ---- | -------- |
| 11-9-2018  | Ташкент          | Узбекистан           | 0 – 1     | Іран              | товариський матч  | -    | 46'      |
| 16-10-2018 | Тегеран          | Іран                 | 2 – 1     | Болівія           | товариський матч  | -    |          |
| 15-11-2018 | Тегеран          | Іран                 | 1 – 0     | Тринідад і Тобаго | товариський матч  | -    | 58'      |
| 20-11-2018 | Доха             | Іран                 | 1 – 1     | Венесуела         | товариський матч  | -    | 74'      |
| 8-10-2020  | Ташкент          | Узбекистан           | 1 – 2     | Іран              | товариський матч  | -    |          |
| 12-11-2020 | Сараєво          | Боснія і Герцеговина | 0 – 2     | Іран              | товариський матч  | -    | 77'      |
| 3-6-2021   | Арад             | Іран                 | 3 – 1     | Гонконг           | Відбір до ЧС 2022 | -    |          |
| 7-6-2021   | Ріффа            | Бахрейн              | 0 – 3     | Іран              | Відбір до ЧС 2022 | -    |          |
| 11-6-2021  | Ріффа            | Камбоджа             | 0 – 10    | Іран              | Відбір до ЧС 2022 | -    |          |
| 15-6-2021  | Арад             | Іран                 | 1 – 0     | Ірак              | Відбір до ЧС 2022 | -    | 53'      |
| 7-9-2021   | Доха             | Ірак                 | 0 – 3     | Іран              | Відбір до ЧС 2022 | -    |          |
| 7-10-2021  | Дубай            | ОАЕ                  | 0 – 1     | Іран              | Відбір до ЧС 2022 | -    |          |
| 12-10-2021 | Тегеран          | Іран                 | 1 – 1     | Південна Корея    | Відбір до ЧС 2022 | -    |          |
| 11-11-2021 | Сайда (місто)    | Ліван                | 1 – 2     | Іран              | Відбір до ЧС 2022 | -    |          |
| 16-11-2021 | Амман            | Сирія                | 0 – 3     | Іран              | Відбір до ЧС 2022 | -    |          |
| 27-1-2022  | Тегеран          | Іран                 | 1 – 0     | Ірак              | Відбір до ЧС 2022 | -    |          |
| 1-2-2022   | Тегеран          | Іран                 | 1 – 0     | ОАЕ               | Відбір до ЧС 2022 | -    | 38', 49' |
| 29-3-2022  | Мешхед           | Іран                 | 2 – 0     | Ліван             | Відбір до ЧС 2022 | -    | 88'      |
| 12-6-2022  | Доха             | Алжир                | 2 – 1     | Іран              | товариський матч  | -    |          |
| 23-9-2022  | Санкт-Пельтен    | Уругвай              | 0 – 1     | Іран              | товариський матч  | -    |          |
| 27-9-2022  | Марія-Енцерсдорф | Іран                 | 1 – 1     | Сенегал           | товариський матч  | -    |          |
| Усього     |                  | Матчів               | 21        |                   | Голів             | 0    |          |

## Титули і досягнення
- Чемпіон Хорватії (5):

«Динамо» (Загреб): 2018-19, 2019-20, 2020-21, 2021-22, 2022-23
- Володар Кубка Хорватії (1):

«Динамо»: 2020-21
- Володар Суперкубка Хорватії (2):

«Динамо»: 2022, 2023
- Володар Суперкубка Ірану (1):

«Персеполіс»: 2017